# بابا محیی‌الدین
بابا محی الدین (درگذشت:۸دسامبر ۱۹۸۶) صوفی سریلانکایی که نقش مهمی در وارد کردن تصوف به آمریکا و کانادا داشت.
او در ۱۹۷۱ وارد آمریکا شد و مرکز بابا محی الدین را در فیلادلفیا با هزار عضو و تأسیس کرد.
او در جریان گروگانگیری دیپلماتهای آمریکایی در تهران نامه‌هایی به مقامات سیاسی مختلف از جمله سید روح‌الله خمینی نوشت او به تایم گفت هنگامی‌که ایرانیان قرآن را بفهمند بلافاصله گروگانها را آزاد خواهند کرد.